# Mihail Bahtin
Mihail Mihajlovič Bahtin (rus. Михаи́л Миха́йлович Бахти́н, Orel, 16. studenoga 1895. – Moskva, 7. ožujka 1975.) bio je ruski filozof, književni kritičar i znanstvenik, koji je radio na književnoj teoriji, etici, i filozofiji jezika.
Njegovi spisi o raznim temama inspirirali su stručnjake, koji rade u raznim tradicijama (marksizam, semiotika, strukturalizam, religiozna kritika) i u raznim disciplinama poput književne kritike, povijesti, filozofije, sociologije, antropologije i psihologije. Iako je Bahtin bio aktivan u debatama o estetici i književnosti, koje su se odvijale u Sovjetskom Savezu 1920.-ih, njegov prepoznatljiv stav nije postao šire poznat, dok ga ruski učenjaci nisu ponovo otkrili tijekom 1960.-ih.
Mihail Bahtin završio je svoje studije 1918. godine. Potom se preselio u mali grad zapadne Rusije, Nevelj (Pskovska oblast), gdje je dvije godine radio kao učitelj. Tada je nastao prvi „Bahtinov krug”. Grupu su činili intelektualci s različitim interesima, ali svi su dijelili ljubav prema raspravi o književnim, vjerskim i političkim temama. U ovoj grupi bio je Valentin Vološinov i na kraju Pavel Medvedev, koji se grupi pridružio kasnije u Vitebsku u Bjelorusiji, koji je bio kulturno središte regije, vrlo prikladno mjesto za Bahtina i druge intelektualce da organiziraju predavanja, debate i koncerte. Njemačka filozofija bila je tema o kojoj se najčešće razgovaralo. Bahtin je sebe smatrao više filozofom nego književnim učenjakom. Također, u Nevelju je Bahtin neumorno radio na velikom djelu o moralnoj filozofiji, koje nikada nije objavljeno u cijelosti. Međutim, 1919. godine objavljen je kratak dio ovog djela, koji je dobio naslov „Umjetnost i odgovornost”. Ovaj rad predstavlja prvo Bahtinovo objavljeno djelo.
Preselio se u Vitebsk 1920. godine. Upravo se ovdje, 1921. godine oženio Elenom Aleksandrovnom Okolovič. Kasnije, 1923. godine, Bahtinu je dijagnoziran osteomijelitis, koštana bolest koja je na kraju dovela do amputacije njegove noge 1938. Ova bolest je omela njegovu produktivnost i učinila ga invalidom.